# Rinnal
 (signalé en juin 2025).
Si vous disposez d'ouvrages ou d'articles de référence ou si vous connaissez des sites web de qualité traitant du thème abordé ici, merci de compléter l'article en donnant les références utiles à sa vérifiabilité et en les liant à la section « Notes et références ».
- Archive Wikiwix
- Bing
- Cairn
- DuckDuckGo
- E. Universalis
- Gallica
- Google
- G. Books
- G. News
- G. Scholar
- Persée
- Qwant
- (zh) Baidu
- (ru) Yandex
- (wd) trouver des œuvres sur Wikidata

Rinnal, Rindal, Rionnal, Rinnan fils de Genann des Fir Bolg est un roi légendaire de la mythologie irlandaise il devient Ard ri Erenn lorsqu'il détrône Fiacha Cennfinnán. Il est réputé être le premier roi d'Irlande à user de fer de lances (c.f. vieil irlandais rind, rinn, (lance-pointe).
Il règne pendant 5 ou 6 ans selon les sources avant d'être détrôné par son cousin Fodbgen, le fils de Sengann.

## Sources primaires
- Lebor Gabála Érenn
- Annales des quatre maîtres
- Geoffrey Keating Foras Feasa ar Érinn

## Source
- (en) Cet article est partiellement ou en totalité issu de l’article de Wikipédia en anglais intitulé « Rinnal » (voir la liste des auteurs), édition du 10 avril 2012.